# Gomme adragante
Pour les articles homonymes, voir Gomme.
La gomme adragante, encore appelée tragacanthe ou gomme de dragon, est un exsudat obtenu à partir de la sève mucilagineuse séchée d'une vingtaine d'espèces de plantes du genre Astragalus (autrefois Astracantha), originaires du sud-est de l'Europe et du sud-ouest de l'Asie. Elle est produite principalement en Iran mais aussi, à plus petite échelle, en Turquie et en Syrie.

## Composition chimique
Cette gomme est un mélange complexe de plusieurs polysaccharides. Les deux fractions principales sont la tragacanthine (30-40 %) et la bassorine, aussi appelée « acide tragacanthique » (60-70 %). Au contact de l'eau, la tragacanthine se dissout pour former un hydrosol colloïdal, tandis que la bassorine insoluble gonfle pour former un gel. En utilisant une petite quantité d'eau, on obtient une pâte adhésive.

## Propriétés
La gomme adragante est reconnue pour sa viscosité, qui peut atteindre 3 400 centipoises pour une solution de 1 % de la meilleure qualité de gomme. L'acidité de cette solution se situe autour de pH 5-6. Contrairement à d'autres gommes, la gomme adragante est relativement stable même en milieu très acide, jusqu'à un pH de 2, ce qui rend son usage intéressant pour les vinaigrettes entre autres. Elle résiste aussi très bien à la chaleur et au passage du temps et elle est inodore.

## Production

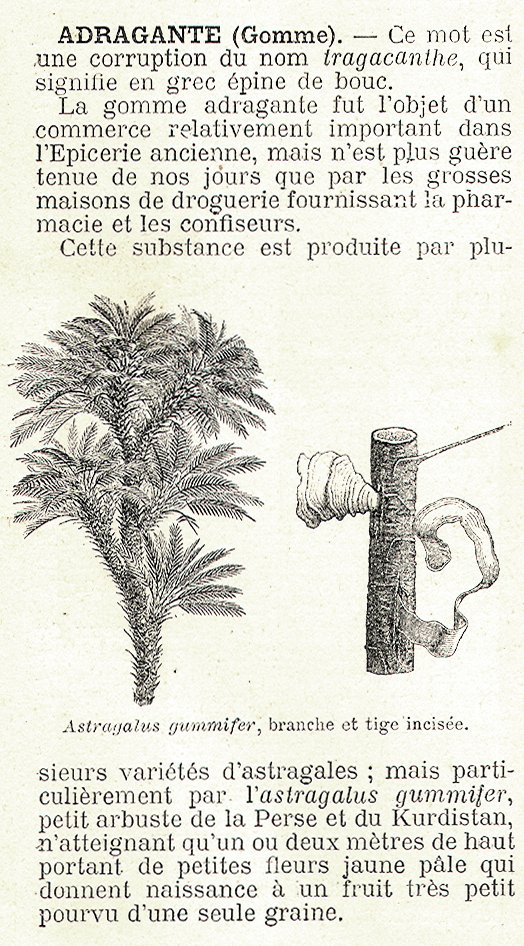
Extrait de l'article « Adragante (gomme) » dans le Dictionnaire encyclopédique de l'épicerie et des industries annexes (1904), indiquant (par erreur) que Astragalus gummifer est l'espèce principale dont on tire la gomme adragante.

La sève est récoltée de mai à septembre en faisant une incision dans la partie supérieure de la racine pivotante. On la laisse s'écouler et sécher, puis on la ramasse à la main. La gomme prend généralement la forme d'un ruban blanc ou jaunâtre translucide, avec une texture de corne, ce qui lui a valu le nom commun de « tragacanthe », ou « corne de bouc ». Elle peut aussi prendre l'aspect de flocons. La gomme est ensuite acheminée vers les centres commerciaux où elle est préparée pour l'exportation. On exporte la gomme brute en sacs de jute de 40 à 70 kg. On réduit aussi la gomme en poudre, que l'on vend en sacs ou en barils de 25 ou 50 kg.
Différentes espèces d'Astragalus produisent différentes qualités de gomme. Les espèces qui produisent la meilleure qualité de gomme sont Astragalus gossypinus, Astragalus microcephalus et Astragalus echidniformis. Astragalus gummifer, souvent citée pour être la principale source de gomme adragante, produit une gomme de qualité inférieure atteignant à peine 10 % de la valeur des meilleures gommes.

## Utilisation

### Usages médicinaux
On utilise la gomme adragante pour ses propriétés médicinales depuis des millénaires et elle a été décrite par Théophraste plusieurs siècles avant Jésus-Christ. La médecine populaire lui prête des vertus laxatives et aphrodisiaques. Elle est aussi utilisée comme remède contre la toux et les troubles digestifs.

### Usages non médicinaux
La gomme adragante a plusieurs applications industrielles, incluant l'encollage et l'imperméabilisation des textiles et l'impression sur calicot. Elle a aussi plusieurs emplois dans les industries pharmaceutique et cosmétique : on l'utilise comme liant pour les comprimés et comme émulsifiant pour les lotions, crèmes et pâtes.
Comme il s'agit d'un très bon agent de rétention d'eau, on l'utilise comme épaississant et gélifiant dans de nombreux produits, tels que la pâte dentifrice, les gelées, les vinaigrettes, les sirops, la mayonnaise, les liqueurs, les bonbons, la crème glacée et les sorbets. Son nom de code alimentaire est E413.
La gomme adragante est aussi utilisée en émaillerie, pour coller les paillons (petits motifs en or ou argent servant à décorer les cadrans de montre, par ex.) car elle se consume sans laisser de cendres.
Elle est aussi utilisée pour les finitions en maroquinerie afin de lisser les tranches (bords) des objets en cuir.
Dans la fabrication des cigares, un morceau surnommé « le drapeau » entoure la tête du cigare afin de bien fermer l’extrémité, un outil nommé « casquillo » permet de découper un disque et ce dernier tient à l’aide d’une pointe de colle végétale.
À cause de leurs relations tendues avec l'Iran, les États-Unis ont largement remplacé la gomme adragante par d'autres types de gomme, comme la gomme de guar et la farine de caroube. Elle entre également dans la composition du pastillage pour la réalisation de pièces de décoration en pâtisserie et reste très supérieure — en qualité de résultat — à l'utilisation de la gélatine traditionnelle.